# Grantia compressa
Espèce
Grantia compressa est une espèce d'éponges marines calcaires.
- Synonyme : Sycandra compressa[1].